# Glaucidium nana
Южный сычик или Сычик южный (Glaucidium nana (лат.)) — вид птиц из семейства совиных (Strigidae).
Некоторые учёные считают его отдельной цветовой формой вида G. brasilianum, от которого G. nana отличается криком.

## Описание
Длина тела составляет 19 см, длина крыла 10 см, масса 75 грамм. Питается насекомыми, мелкими грызунами, птицами и рептилиями. Гнездится в дупле дерева или нише в стене, откладывает 3-5 яиц, которые откладывает прямо на пол гнезда. Иногда Glaucidium nana охотится днём, однако обычно активен по ночам.

## Распространение
Glaucidium nana обитает на юго-западе Южной Америки в Чили на юге от Атакамы и в Аргентине от Рио-Негро до Огненной Земли включительно. Населяет открытые равнины с участками леса или зарослями колючих кустарников, встречается в парках, на сельскохозяйственных плантациях, где имеются подходящие деревья.

## Взаимодействие с человеком
МСОП присвоил таксону охранный статус «Виды, вызывающие наименьшие опасения» (LC).
В Чили местные жители убивают этих птиц, считая их появление дурным предзнаменованием.